# Termometro a solido
Il termometro a solido si basa sulla misurazione della lunghezza L di solidi le cui proprietà dipendono dalla temperatura. Esso ha quasi lo stesso principio del termometro bimetallico e, spesso, viene scambiato per quest'ultimo.